# جاکوپو اسیامانا
جاکوپو اسیامانا (انگلیسی: Jacopo Sciamanna؛ زادهٔ ۲۴ مهٔ ۱۹۹۰) بازیکن فوتبال اهل ایتالیا است.
از باشگاه‌هایی که در آن بازی کرده‌است می‌توان به باشگاه فوتبال رجینا و باشگاه ورزشی لاتزیو اشاره کرد.